# 怀尼米港 (加利福尼亚州)
怀尼米港（英文：Port Hueneme），是美国加利福尼亚州文图拉县下属的一座城市。建市于1948年3月24日，面积 大约为4.45平方英里 (11.5平方公里)。根据2010年美国人口普查，该市有人口21,723人。